# Síndrome de Susac
El síndrome de Susac en una rara enfermedad descrita en 1979 por el neurólogo norteamericano John Susac. Es una microangiopatía que provoca la oclusión de los pequeños vasos sanguíneos que aportan sangre al cerebro, la retina y el oído interno. Técnicamente se describe como una microangiopatía que afecta a las arteriolas precapilares. Los síntomas principales son dolor de cabeza, déficit cognitivo, pérdida de memoria, dificultad para la marcha, pérdida de visión y disminución de la capacidad auditiva (hipoacusia). La causa es desconocida, pero se cree que está provocado por un fenómeno de autoinmunidad. El tratamiento se basa en la administración de agentes inmunosupresores que disminuyen la respuesta inmunitaria, entre ellos glucocorticoides, azatioprina y metotrexate.